# Уткин, Владимир Сергеевич
Владимир Сергеевич Уткин (13 мая 1937, Ленинград — 17 мая 1984, Киев) — украинский и русский писатель, геолог, кандидат геолого-минералогических наук, путешественник.

## Биография
Учился в Киевском университете, перевёлся в Ленинградский университет. Много путешествовал по России в составе геологических экспедиций, с 1968 г. работал в Природоведческом музее г. Киева.
Опубликовал трилогию о жизни первобытных людей «Вдоль большой реки», «Гремящий мост», «Горизонты без конца», популярные книги об истории Земли, множество статей, фантастические рассказы. Писал на русском и украинском языках.

## Избранные произведения
- Вдоль Большой Реки: Повесть. — Киев: Веселка, 1978. — 144 с. — 65 000 экз. || Вдоль Большой реки: [Повесть] // Гремящий мост. — М. и др.: Наташа; Параллель; Олимп, 1994.
- Геосинкліналь: [Оповідання] // Атланти з планети Земля. — Киев: Веселка, 1981. — С. 126—150.
- Гремящий мост: Повесть. — Киев: Веселка, 1983. — 168 с. — 65 000 экз. || Гремящий мост: [Повесть] // Гремящий мост. — М. и др.: Наташа; Параллель; Олимп, 1994.
- Горизонты без конца: Познавательная повесть о жизни людей каменного и бронзового века, о приручении первых животных, о заселении новых земель. — Киев: Веселка, 1988. — 320 с. — 100 000 экз. — ISBN 5-301-00474-3. || Горизонты без конца: [Повесть] // Гремящий мост. — М. и др.: Наташа; Параллель; Олимп, 1994.
- Дитя космосу: [Оповідання] // Атланти з планети Земля. — Киев: Веселка, 1981. — С. 169—178. || Id // Дивосвіт «Веселки»: Антологія літератури для дітей та юнацтва в трьох томах. — Киев: Веселка, 2005. — Т. 3. — С. 277—281.
- Людина без минулого: [Оповідання] // Зорепади. — Киев: Веселка, 1975.

## Награды и признание
- 1983 — диплом I степени на XX Всесоюзном конкурсе на лучшие произведения научно-популярной литературы — за книгу «Жизнь Земли».